# 히라노 다카시
히라노 다카시(일본어: 平野 孝, 1974년 7월 15일 ~ )는 일본의 은퇴한 축구 선수이다.

## 구단 경력
1993년 J1리그의 나고야 그램퍼스 에이트에 입단했다. 1995년 천황배과 1999년 천황배 2번의 천황배 우승을 차지했다. 2000년까지 222경기에 출전하여, 43득점을 넣었다. 2000년부터 2002년까지 교토 퍼플 상가, 주빌로 이와타, 비셀 고베에서 뛰었다. 2003년 도쿄 베르디로 이적했다. 2004년에 천황배 우승을 차지했다. 2006년부터 2007년까지 요코하마 F. 마리노스와 오미야 아르디자에서 뛰었다. 2008년 밴쿠버 화이트캡스 FC로 이적했다. 2010년후 현역 은퇴.

## 국가대표팀 경력
그는 1997년 기린컵에 참가할 일본 국가대표팀에 발탁되었으며, 6월 8일 크로아티아와의 경기에서 데뷔했다. 1998년 FIFA 월드컵에도 출전했다. 그는 2000년까지 국제 A매치 통산 15경기에 출전, 4득점을 넣었다.

## 통계
| 일본 | 일본 | 일본 |
| 연도 | 출전 | 득점 |
| ---- | ---- | ---- |
| 1997 | 5    | 1    |
| 1998 | 7    | 2    |
| 1999 | 0    | 0    |
| 2000 | 3    | 1    |
| 통산 | 15   | 4    |